# Санта-Марія (корабель)
«Санта-Марія» (ісп. Santa María — Свята Марія) — Карака, що була флагманським кораблем першої експедиції Христофора Колумба 1492 р. У флотилії, окрім неї, були ще дві каравели — «Нінья» та «Пінта».

## Історія

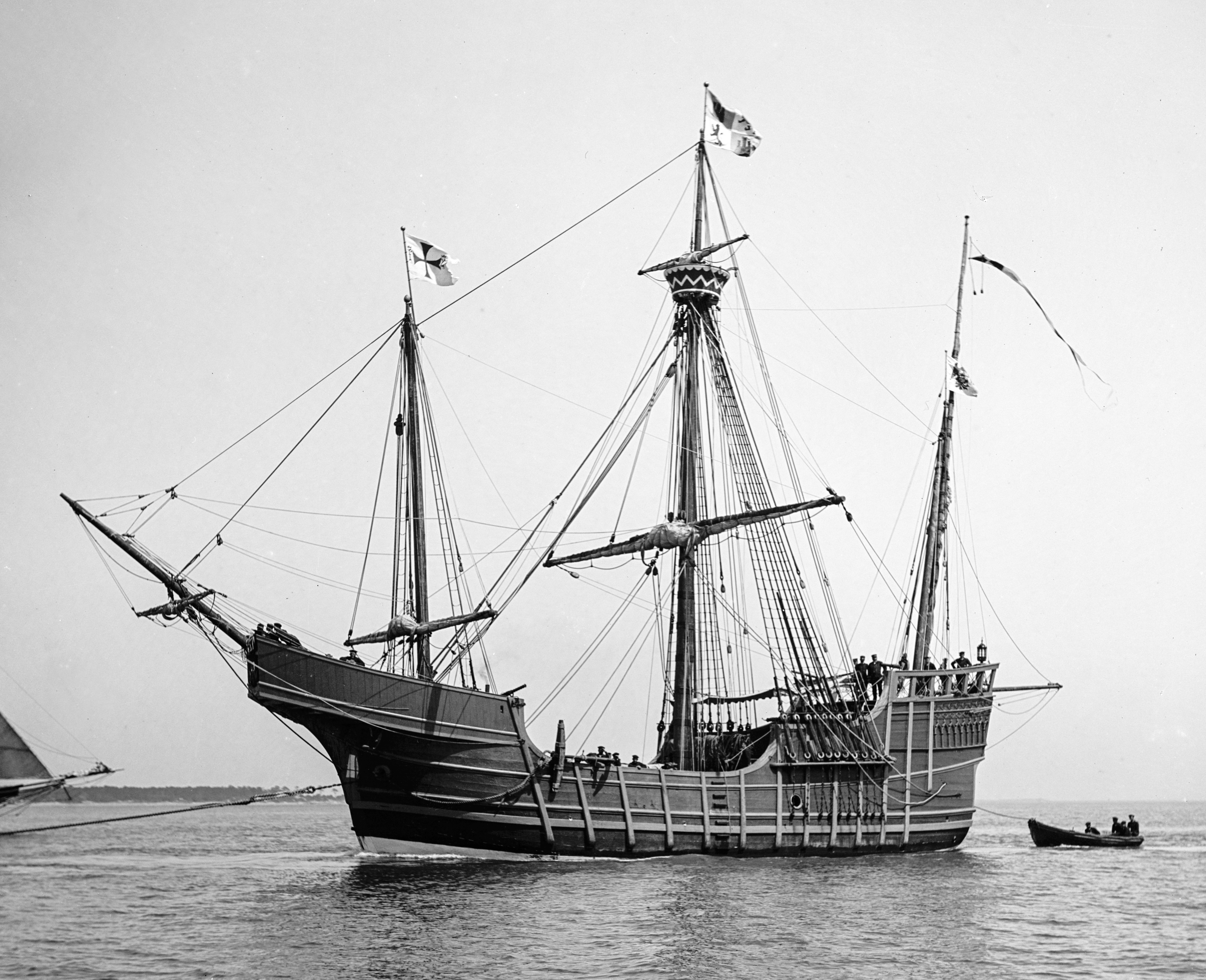
Одна з перших реплік «Санта Марії» 1892 р.

«Санта-Марія» була трищогловою малою каракою (каравелою) завдовжки близько 21 м з екіпажем з 40 моряків, водотоннажністю 200 тонн. Вона була найповільнішою і найбільшою в експедиції, відрізнялася надійністю під час штормів. Власником був Хуан де ла Коса, який взяв участь в декількох подорожах Колумба і склав перші карти узбережжя Америки. Корабель перейменували на «Санта-Марію» напередодні подорожі. До цього він називався «Ла-Галлега» (La Gallega — «Галісійка»), можливо, тому, що його збудували у Галісії близько 1480 р.
Вітрильне озброєння складалося з п'яти вітрил: фока, грота, грот-марселя, латинської бізані і блінда на бушприті. Артилерія включала 90 мм бомбарди (4), 50 мм кулеврини.
25 грудня 1492 сіла на мілину біля острова Гаїті та стала непридатною для дальшої подорожі. З її корпусу збудували будинки поселення Ла-Навідад.
Біля Гаїті у 2003 році знайшли залишки корабля, які підводний археолог Баррі Кліффорд у травні 2014 назвав рештками «Санта-Марія», що потребує подальших досліджень.
У світі виготовлено декілька реплік «Санта Марії», що базуються на припущеннях про її вигляд.

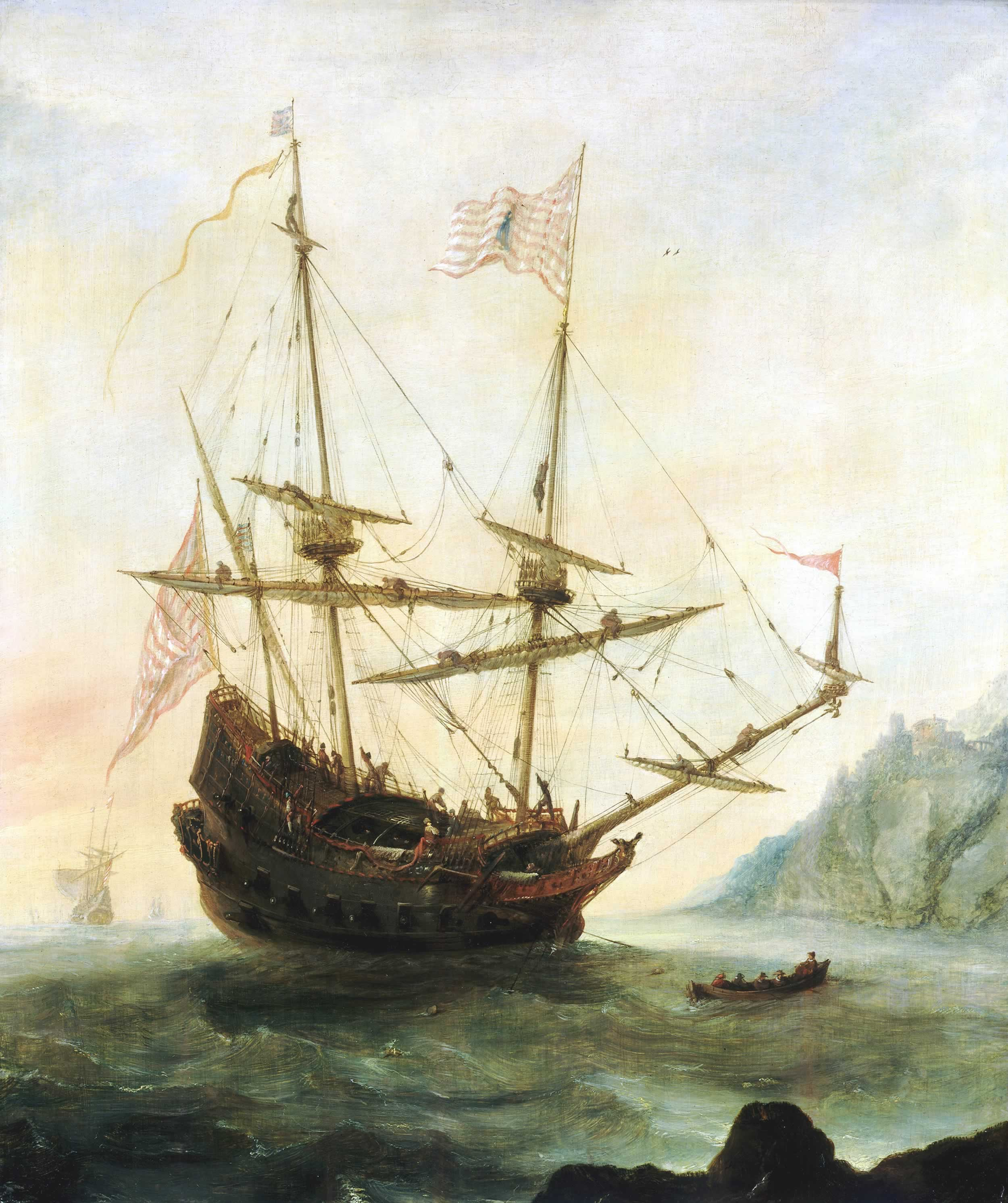

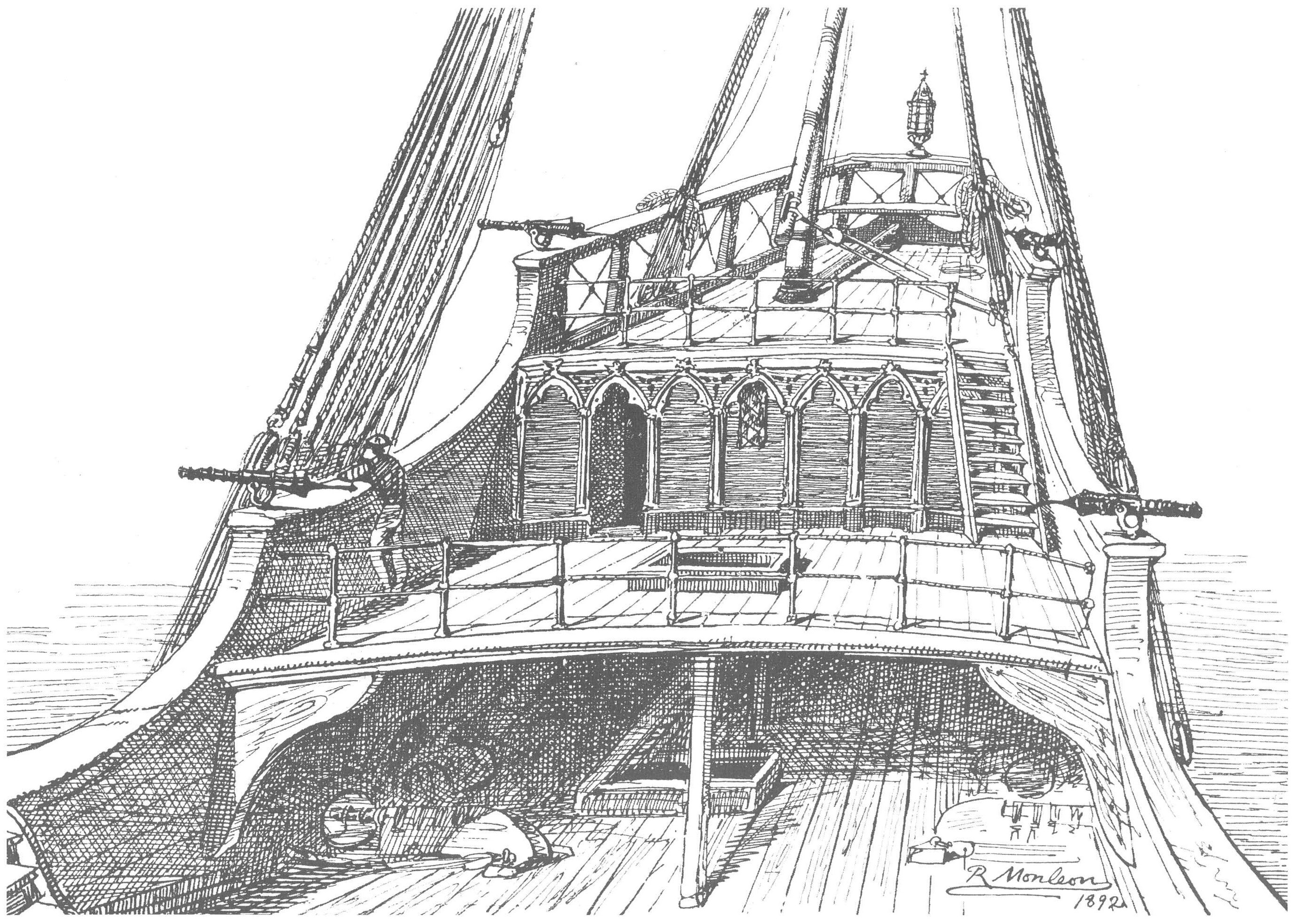
Вид на шканці і ют «Санта-Марії». Малюнок зроблений в ході створення репліки Санта-Марії в 1892 році.

### Христофор Колумб та його плавання до Америки
Карта й розрахунки Тосканеллі переконали  Христофора Колумба в можливості дістатися Індії, рухаючись на захід.
Спираючись на них, мореплавець вирішив спробувати досягти берегів Індії, пливучи через Атлантичний океан. Колумб поїхав до Іспанії, де запропонував свій проект королю Фердинанду і королеві Ізабеллі. Королева погодилася на пропозицію Колумба, оскільки успішне завершення експедиції мало принести чимало прибутків Іспанії.
3 серпня 1492 р. експедиція Колумба у складі трьох каравел — «Санта-Марія», «Пінта» і «Нінья» — із командою в 90 осіб вийшла в море. Подорож тривала понад два місяці. Нарешті через 69 днів вони побачили землю. Невеличкий острів, на березі якого було встановлено іспанський прапор, був проголошений володінням іспанського короля і отримав назву острова Святого Спасителя — Сан-Сальвадор. Саме цей день, 12 жовтня 1492 р., вважається датою відкриття Америки.
Продовживши подорож, Колумб відкрив острови Куба та Гаїті й повернувся до Іспанії. Тут він тріумфально повідомив короля про відкриття на заході землі, яку вважав Індією, але золота майже не привіз. Королівський двір був розчарований. Як віце-король нових земель Колумб здійснив ще три подорожі, під час яких було відкрито Малі Антильські острови, острови Пуерто-Рико, Ямайку, Тринідад тощо, досліджено узбережжя Центральної Америки.

## Поштова марка

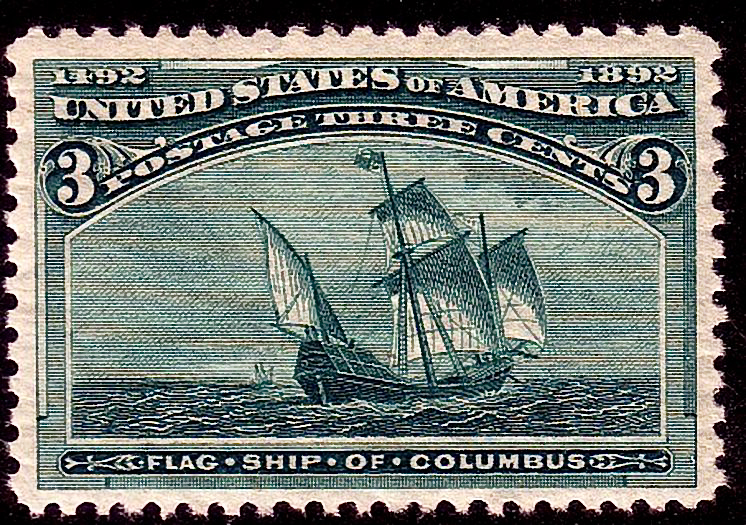
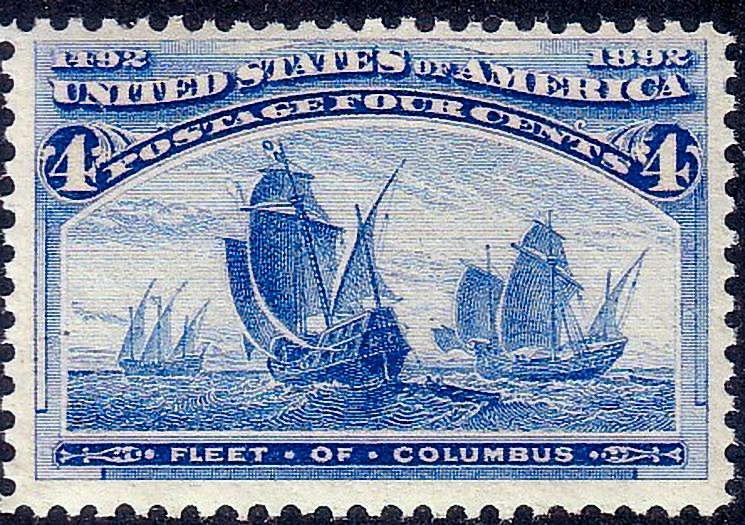
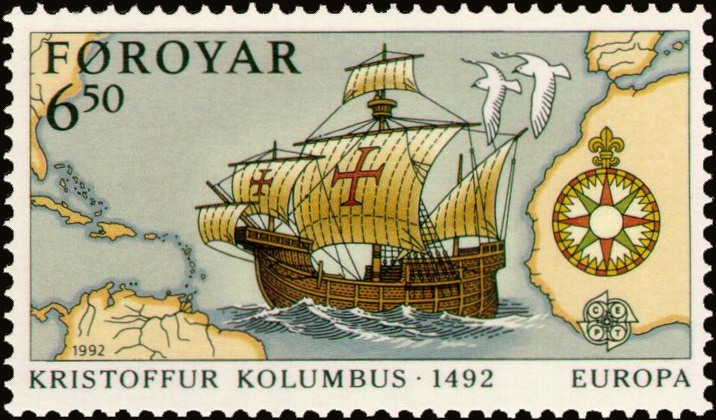